# Tex Hamer
Ernest Alexander „Tex“ Hamer (* 4. Oktober 1901 in Junction, Texas; † 1. Mai 1981 in Philadelphia, Pennsylvania) war ein US-amerikanischer American-Football-Spieler in der National Football League (NFL). Er spielte als Fullback bei den Frankford Yellow Jackets. 

## Spielerlaufbahn
Tex Hamer studierte an der University of Pennsylvania. Im Jahr 1924 unterschrieb er einen Profivertrag bei den Frankford Yellow Jackets. Seine Mannschaft um den All-Pro-Spieler Herb Stein und dessen Bruder Russ Stein gewann in diesem Jahr die Vizemeisterschaft in der NFL. Sie hatte elf von 14 Spielen gewonnen. Hamer spielte in der Saison überragend und hatte 12 Touchdowns zum Sieg seiner Mannschaft beigetragen. Kein Spieler seiner Mannschaft konnte mehr Touchdowns erzielen.
Im Jahr 1925 übernahm Guy Chamberlin das Traineramt bei der Mannschaft aus Frankford. Chamberlin lief zeitgleich als Spieler für sein Team auf. Im Laufe der Saison stieß das spätere Mitglied in der Pro Football Hall of Fame William R. Lyman zum Team. Die Mannschaft konnte in diesem Jahr 13 Spiele gewinnen und verlor sieben Begegnungen. Mit sieben erzielten Touchdowns erzielte er erneut den Bestwert seines Teams.
Das Jahr 1926 war für Hamer das erfolgreichste Spieljahr. Die Yellow Jackets gingen 14-mal als Sieger vom Platz, verloren ein Spiel und spielten zweimal unentschieden. Sie gewannen mit dieser Leistung die NFL-Meisterschaft vor den durch George Halas trainierten Chicago Bears. Hamer gelangen in dieser Saison zwei Touchdowns. Für den Gewinn der Meisterschaft erhielten die Spieler der Mannschaft als Meisterprämie eine Taschenuhr.
Nach der Saison 1927 beendete Hamer seine Footballlaufbahn.

## Nach der Laufbahn
Nach seiner Spielerlaufbahn bestritt Hamer mehrere Profikämpfe als Boxer. Vier seiner sieben Kämpfe konnte er gewinnen. Drei seiner Siege erzielte er durch Knockout.

## Ehrungen
Tex Hamer wurde aufgrund seiner sportlichen Leistungen dreimal zum All-Pro gewählt.